# PLANET RUNNER
PLANET RUNNER（ぷらねっとらんなー）は日本の劇団。2006年に渡辺おさむを中心に劇団を結成。同年、『桜ちる季節に君がいた』にて旗揚げ。声優の田所ちさなどが所属している。

## 所属俳優

### 女優
- 田所ちさ